# Епархия Квилона

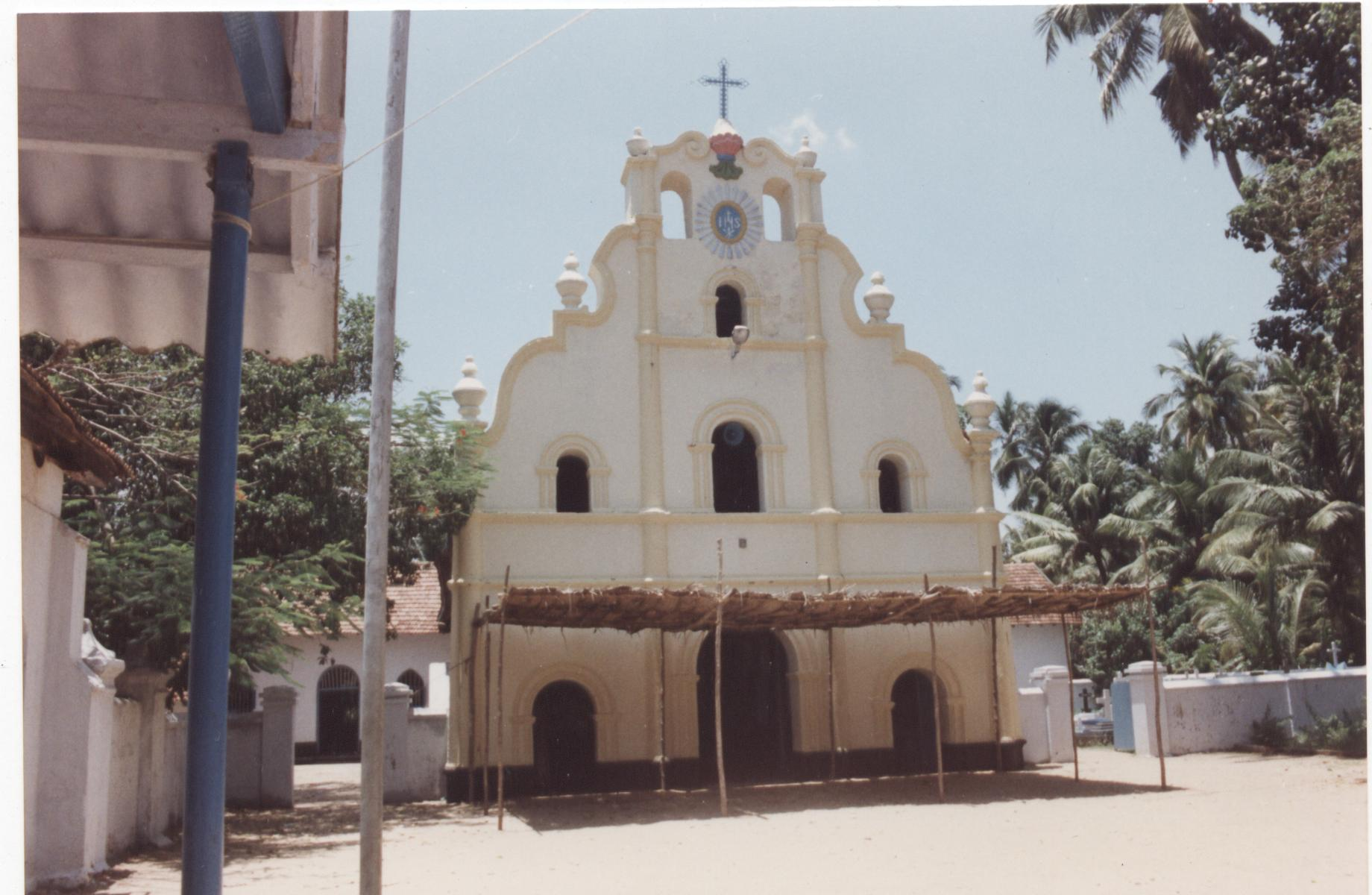
Старый собор Младенца Иисуса, Коллам, Индия

Епархия Квилона (лат. Dioecesis Quilonensis) — епархия Римско-Католической церкви c центром в городе Коллам, Индия. Епархия Квилона входит в митрополию Тривандрума. Кафедральным собором епархии Квилона является церковь Младенца Иисуса. 

## История
15 марта 1853 года Римский папа Пий XII учредил апостольский викариат Квилона, выделив его из апостольского викариата Вераполи (сегодня — Архиепархия Вераполи).
1 сентября 1886 года Римский папа Лев XIII издал буллу Humanae salutis, которой преобразовал апостольский викариат Квилона в епархию. В этот же день епархия Коллама вошла в митрополию Вераполи.
В следующие годы епархия Квилона передала часть своей территории для возведения новых церковных структур:
- 26 мая 1930 года — епархии Коттара;
- 1 июля 1937 года — епархии Тривандрума (сегодня — Архиепархия Тривандрума);
- 21 декабря 1985 года — епархии Пуналура.

3 июня 2004 года епархия Квилона вошла в митрополию Тривандрума.

## Ординарии епархии
- епископ Bernardino di Sant’Agnese (15.03.1853 — 1853);
- епископ Carlo Giacinto Valerga (20.06.1859 — 24.12.1864);
- епископ Ephrem-Edouard-Lucien-Théoponte Garrelon (20.06.1868 — 3.06.1879);
- епископ Ildefonso Giovanni Battista Borgna (24.05.1871 — 1883);
- епископ Ferdinand Maria Ossi (3.04.1883 — 16.08.1905);
- епископ Luis María (Alberic Ludwig) Benziger (16.08.1905 — 23.07.1931);
- епископ Vincent Victor Dereere (10.02.1936 — 1.07.1937) — назначен епископом Тривандрума;
- епископ Jerome M. Fernandez (25.09.1937 — 30.01.1978);
- епископ Joseph Gabriel Fernandez (30.01.1978 — 16.10.2001);
- епископ Stanley Roman (16.10.2001 — по настоящее время).

## Источник
- Annuario Pontificio, Ватикан, 2007
- Булла Humanae salutis  (итал.)